# Dimetylformamid
Dimetylformamid, N,N-dimetylformamid, vanligen förkortat DMF, är en färg- och luktlös vätska med hög kokpunkt (153 °C). Ämnet är ett polärt aprotiskt lösningsmedel, som löser sig med lätthet i de flesta organiska lösningsmedel, och kan även lösa en del oorganiska salter; det är vidare blandbart med vatten i alla proportioner. DMF är synnerligen bra på att lösa och svälla plaster och hartser och är viktig inom plastindustrin. Det ingår även som komponent i färgborttagningsmedel. DMF framställs ur kolmonoxid och dimetylamin i en katalytisk process. I starkt sura eller basiska vattenlösningar hydrolyseras DMF:n tillbaka till myrsyra och dimetylamin.
Många SN2-reaktioner kan med fördel utföras i lösningsmedlet eftersom det solvatiserar katjoner bra, genom koordination med syret, medan det lämnar anjoner (de potentiella nukleofilerna) blottade. På grund av dessa egenskaper används stora mängder DMF inom organisk syntes och den kemiska industrin.
DMF är hälsofarligt – all hudkontakt och inandning bör undvikas. Det har spekulerats i om DMF kan vara cancerframkallande, men man har inte entydigt kunnat visa det. Vad som dock belagt är att ämnet är fosterskadande och att exponering kan leda till skador på levern.
DMF kan i många sammanhang ersättas med DMSO.